# 清华大学化学工程系

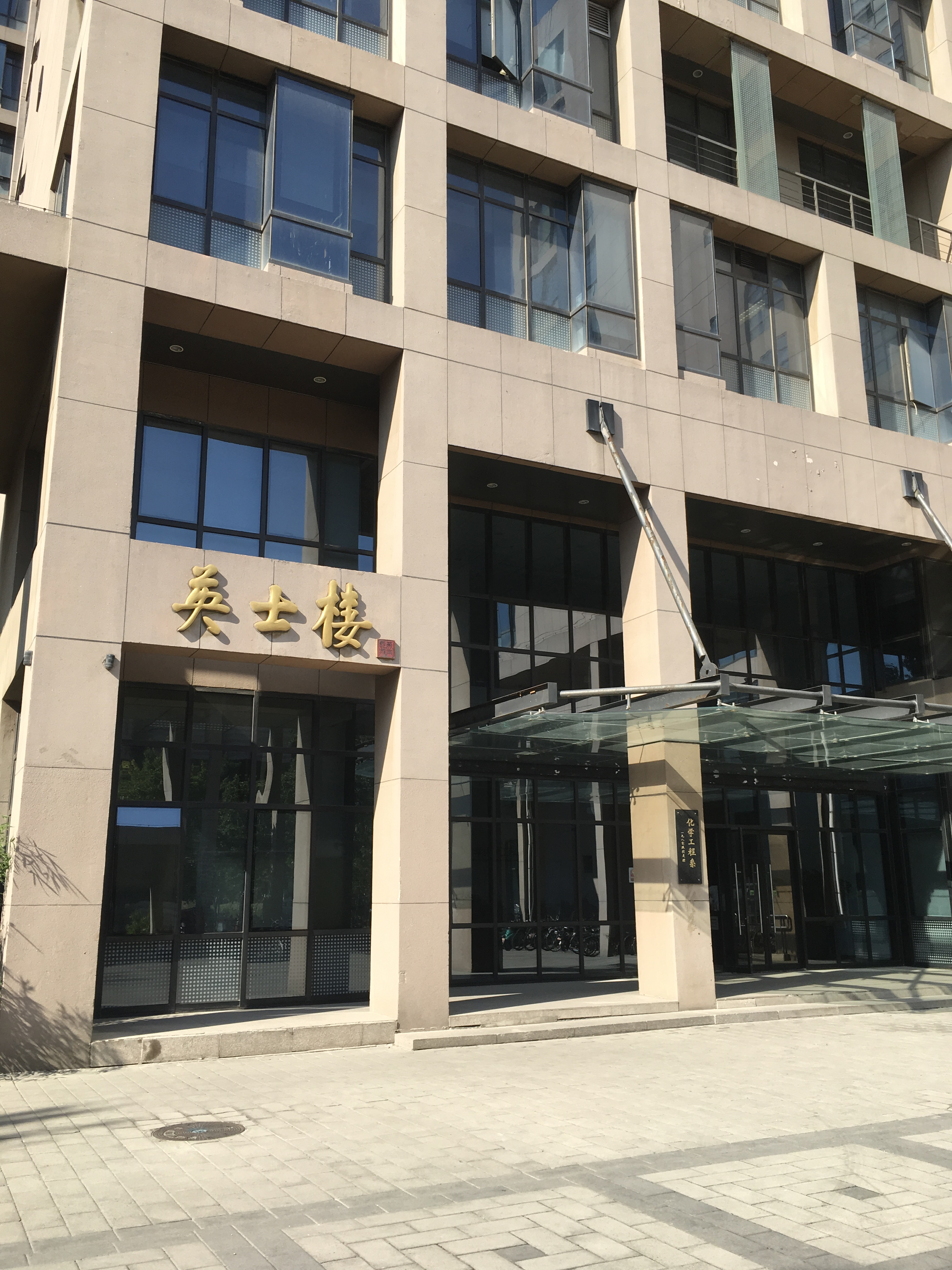
化工系館英士樓

北京清华大学化学工程系，简称化工系，是北京清华大学的一个直属系，主要研究化学工程与工业生物工程、高分子材料与工程，涉及高分子科学、微介观结构与表面科学、多相反应和分离工程、化工系统工程、生物催化与生物转化、能源化工、生态化工等领域。

## 历史
- 1946年，设置化学工程系。
- 1952年8月，全国高校院系调整，除石油专业外全部外迁，停办化学工程系，成立石油工程系。
- 1953年，石油工程系迁出，成立北京石油学院。
- 1958年7月，建立工程化学系，设塑料专业。
- 1960年，清华大学工程物理系原子能化工的相关专业转至工程化学系。
- 1960年，在汪家鼎、滕藤等人开展铀钚及裂变产物化学性质和萃取工艺设备的研究。
- 1968年，建立核燃料后处理中间试验厂。
- 1970年，重组化学工程系，设高分子化工、非金属材料、化工设备（后称化学工程）和基本有机合成专业。
- 1978年，再次改名工程化学系。1980年2月，改名化学与化学工程系。
- 1985年10月，分为化学系和化学工程系。
- 2004年，本科专业调整为“化学工程与工业生物工程”与“高分子材料与工程”专业。

## 机构
- 高分子研究所
- 萃取分离实验室
- 反应工程实验室
- 生物化工研究所
- 应用化学研究所
- 过程系统工程研究所
- 生态工业研究中心
- 膜技术与工程中心
- 化工热力学实验室
- 化工实验教学中心

- 化学工程联合国家重点实验室
- 工业生物催化教育部重点实验室
- 环保部生态工业联合重点实验室
- 绿色反应工程与工艺北京市重点实验室
- 清洁能源化工技术教育部工程研究中心（筹）